# 輝銅礦
輝銅礦（Chalcocite）是一種黑色到灰色的礦物，分子式為Cu2S，通常可以在沉積岩中發現。輝銅礦是煉銅主要的礦砂，因為銅佔它的成分比例很高(在輝銅礦礦裡有67%的原子是銅原子，而幾乎佔了80%的重量。)而且很容易就可以把銅和硫分開。目前輝銅礦主要是由在英國的康沃爾和大不列顛島供應。目前為止，完全純的輝銅礦結晶非常少見。和斑铜矿、石英、方解石、蓝铜矿、黄铜矿等共生于热液矿脉。